# Scheat

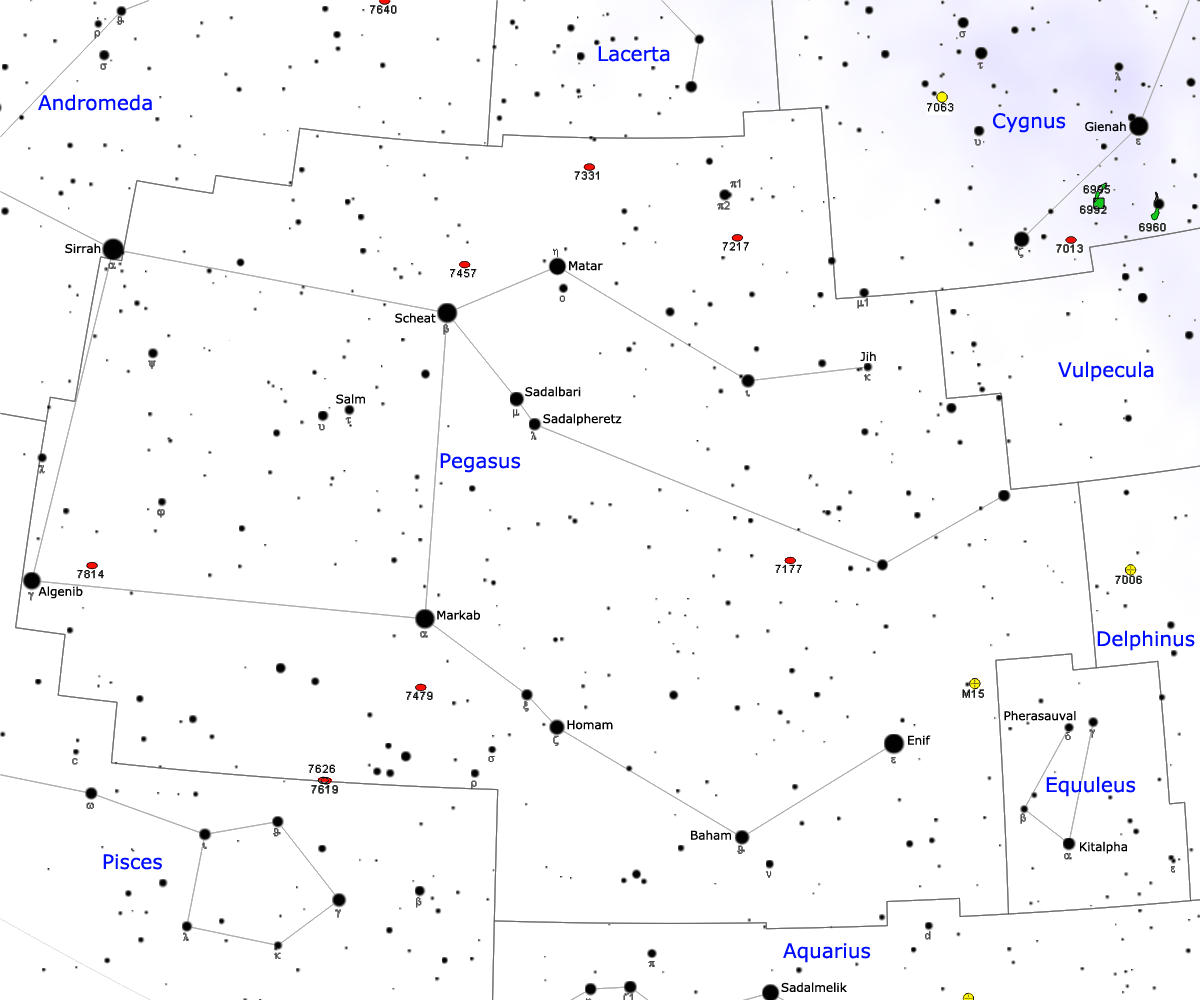
Scheat a la seva constel·lació

Scheat (β Pegasi / β Peg / 53 Pegasi) és la segona estrella més brillant de la constel·lació del Pegàs després d'Enif (ε Pegasi) i una de les que forma l'asterisme del Quadrat del Pegàs. El seu nom prové de la paraula  àrab as-SAQ, que significa "la cama" o "la canyella". Es troba a 200 anys llum del sistema solar.
Scheat és una gegant vermella catalogada també com a  gegant lluminosa de tipus espectral M2.5.
El seu diàmetre és 95 vegades més gran que el  diàmetre solar; situada al centre del Sistema Solar, englobaria a  Mercuri en el seu interior, estenent-se fins al 70% de la mida de l'òrbita de  Venus. És una estrella molt freda, amb una temperatura superficial de 3700  K, un 65% de la que té el Sol. La seva lluminositat és 340 vegades més gran que la lluminositat solar considerant únicament la llum visible, però tenint en compte que Scheat emet una gran quantitat de  radiació a l'infraroig, la seva lluminositat  bolomètrica, és a dir, totes les longituds d'ona, arriba als 1.500 sols.
És una estrella variable classificada com estrella variable irregular, la brillantor oscil·la entre magnitud aparent +2,31 a +2,74. Un fort vent estel·lar que bufa des de la seva superfície crea un fi embolcall de gas al voltant de l'estrella, en la qual s'ha detectat vapor d'aigua.